# Ságvári Endre-szobor (Makó)

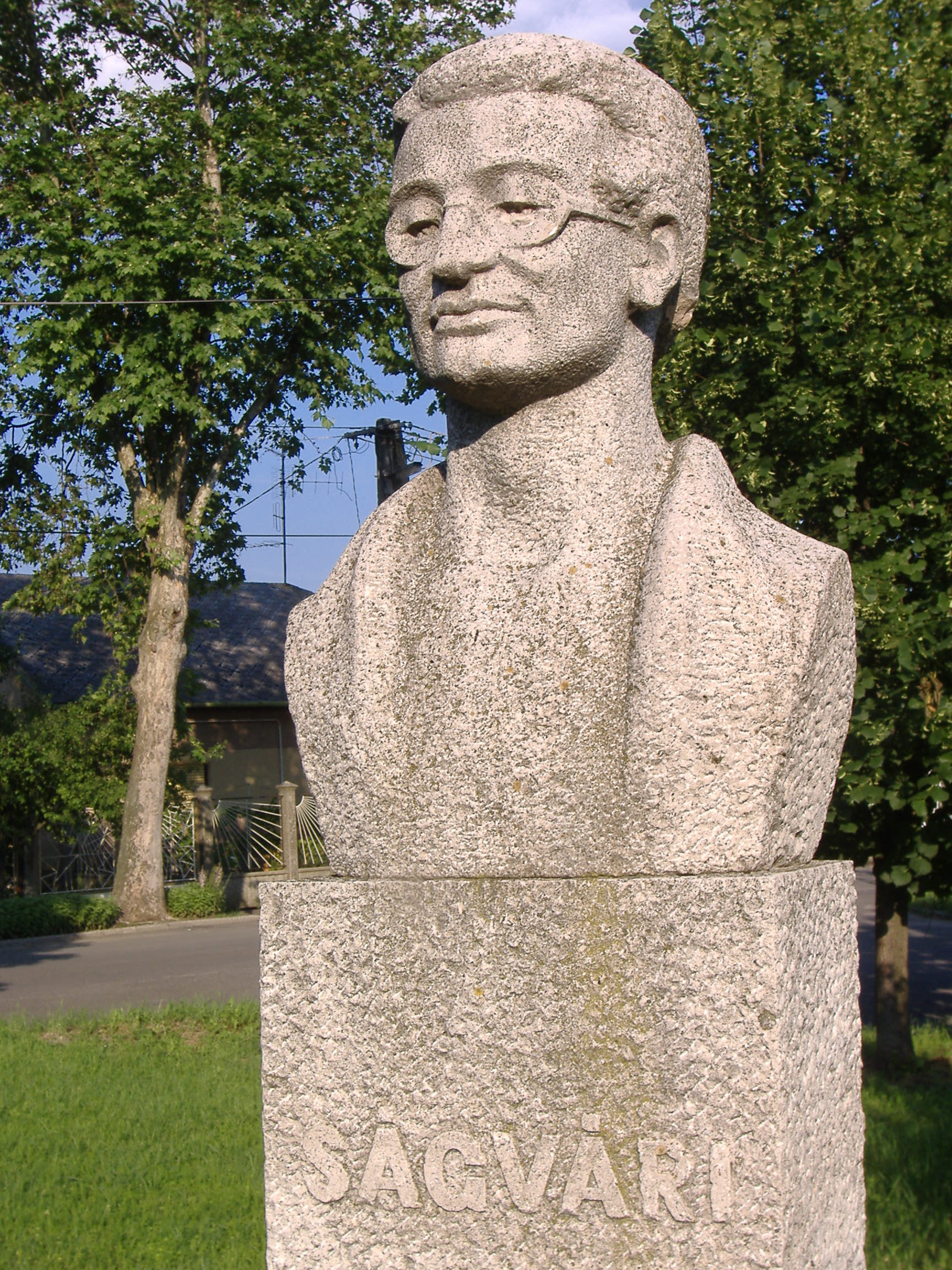
A szobor

Ságvári Endre makói szobra Gerizdes városrészben volt található, az egykori Ságvári téren, amelyet a rendszerváltás után szüntettek meg.
Alkotója Hadik Magda, akinek keze nyomát több városi köztéri szobor is viseli. A mészkőből készült művet 1978-ban állították föl.
Az 1990-ben előterjesztett utcanév-revízió során a tér nevét eltörölték, a belefutó utcák számozását meghosszabbították, de a szobor ekkor még az eredeti helyén maradt. 2012-ben a Jobbik Magyarországért Mozgalom helyi szervezete azzal a kéréssel fordult a városvezetéshez, hogy távolítsa el a szobrot az ábrázolt személy megítélésének kérdésessége és a városhoz fűződő kapcsolat hiánya miatt. A képviselő-testület egyhangúlag úgy döntött, hogy a szobrot a helyén hagyja, és az ügyet csak akkor veszi ismételten napirendre, ha eltávolítását a gerizdesi lakók kezdeményezik. 2015-ben a szobrot a helyi József Attila Múzeumba költöztették át.